# کودک مونت کارلو
مونت کارلو بیبی (انگلیسی: Monte Carlo Baby) یک فیلم به کارگردانی ژان بویه است که در سال ۱۹۵۲ منتشر شد. از بازیگران آن می‌توان به آدری هپبورن و مارسل دالیو اشاره کرد.

## خلاصه فیلم
این فیلم یک فیلم کمدی است هنگامی که یک بیماری همه گیر سرخک مجبور به تعطیلی موقت یک مرکز مراقبت از کودکان می شود، پسر یک ستاره سینما و همسرش که یک پیانیست کنسرت است، به اشتباه به یک نوازنده در حال تور تحویل داده می شود.

## بازیگران
- آدری هپبورن در نقش Linda Farrel
- جولز مانشین در نقش Antoine
- کارا ویلیامز در نقش Marinette
- مایکل فارمر در نقش Jacqueline
- فیلیپ لومر در نقش Philippe Versaint
- راسل کولینز در نقش Max
- جون فن دریلن در نقش Rudy Walter
- ژرژ لان در نقش Detective
- مارسل دالیو در نقش Melissa Farrell's agent
- آندره لوگه در نقش Chattenay-Maillaard
- ری ونتورا در نقش Ray Ventura – orchestra leader
- ژاکی ساردو در نقش Madame Bindinelli